# Turmhügel Altessing
Der Turmhügel Altessing ist eine abgegangene mittelalterliche Turmhügelburg (Motte) ca. 1300 m östlich der Kirche St. Martin von Altessing im Landkreis Kelheim in Bayern. Die Reste der Höhenburganlage befinden sich unmittelbar oberhalb des Schulerlochs. Der Turmhügel ist in der Bayerischen Denkmalliste als Bodendenkmal mit der Nummer D-2-7036-0010 und der Beschreibung „Turmhügel des Mittelalters“ aufgeführt. 
Am Ende einer länglichen Terrassenstufe liegt hier ein quadratischer Wall mit 6 m Seitenlänge, der ein Gemäuer aus Kalkbruchsteinen in der Stärke von 0,7 bis 0,9 m aufweist. Rezent wurden Steine verschleppt, sodass das Mauerquadrat kaum mehr zu erkennen ist. Die Steine weisen keine Bearbeitungsspuren auf. 
Über diesen Turmhügel sind bislang keine geschichtlichen oder archäologischen Informationen bekannt, er wird grob als mittelalterlich datiert und dürfte vor der Burg Randeck entstanden sein. Vermutlich war dies ein Beobachtungsturm zur Überwachung des Altmühltales bzw. der Straße vom Freising nach Hemau, die unterhalb des Turms die Altmühl überquerte. Mit der Errichtung der Burg Randeck hat er seine Funktion verloren, da nun von dieser aus der Fernweg aus überwacht und gegebenenfalls auch gesperrt werden konnte.